# Shopmark (centre commercial)
Shopmark (anciennement Europark) est un centre commercial de Budapest, situé dans le 19e arrondissement. Il est desservi par les lignes  42 50 52 du tramway et   du métro de Budapest.